# Société royale de médecine
Pour les articles homonymes, voir Société royale.
La Société royale de médecine est l'ancêtre de l'actuelle Société de médecine de Paris et est considérée comme la première agence d’État en matière de santé. Elle est fondée en 1778 et dissoute sous la Révolution française en 1793. 

## Fondation
L'idée de créer une Société médicale est proposée au Roi pour la première fois en 1730, par le premier médecin Pierre Chirac. Ce projet avait pour but de contrer l'isolement des médecins, et d'encourager l'échange et le progrès de la médecine. Il rencontre toutefois une forte opposition de la part de la Faculté de médecine de Paris, et le plan est temporairement délaissé. 
En 1772, la Commission pour l'examen des remèdes secrets et des eaux minérales est formée, en réponse à de nombreuses plaintes concernant la fraude dans le commerce des eaux minérales et des remèdes. Une seconde commission voit le jour en 1776, intitulée Commission de médecine à Paris pour tenir une correspondance avec les médecins de province pour tout ce qui peut être relatif aux maladies épidémiques et épizootiques, établie par arrêt du conseil du roi Louis XVI en date du 29 avril 1776. En 1776, l'idée de réunir ces deux commissions et de redonner vie au projet de Pierre Chirac est lancée par le Premier Médecin Joseph-Marie-François de Lassone. Le 29 août 1778, le projet est finalisé avec la proclamation des lettres Patentes pour la création de la Société Royale de Médecine . 

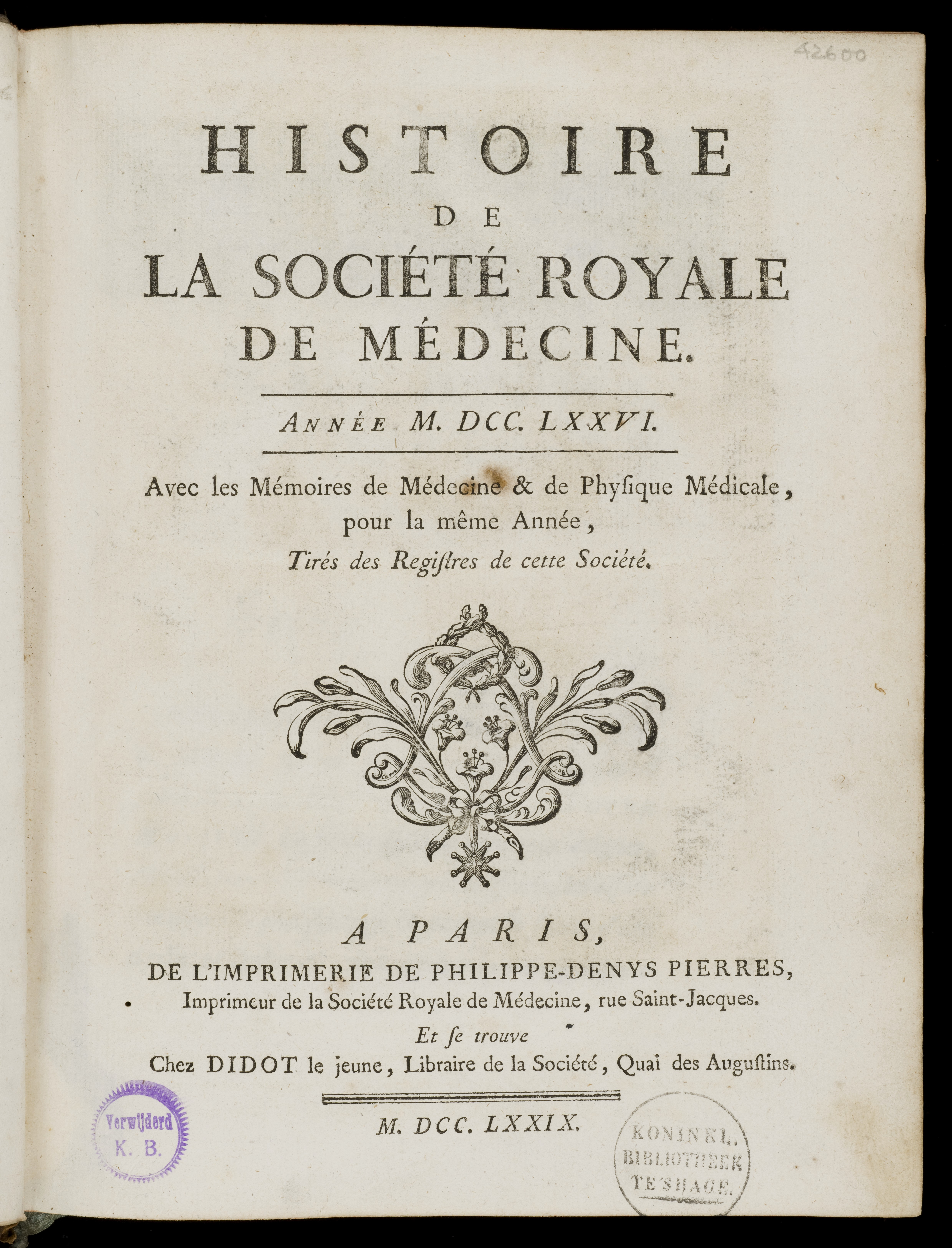
Frontispice de lHistoire de la Société Royale de Médecine

Sa création doit beaucoup à l’action de deux médecins, Joseph-Marie-François de Lassone et Félix Vicq d'Azyr, soutenus par des hommes politiques tels que Vergennes, Turgot et Necker. Selon un de ses biographes, François de Lassone (1717-1788), « voulant alléger le poids des attributions dont le premier médecin du roi était alors investi, telles que l’examen des remèdes secrets, la charge de Surintendant des eaux minérales, la police sanitaire, l’étude des épidémies, etc., sentant bien que tant de questions et de si importantes ne pouvaient être examinées et jugées par un seul homme, provoqua la formation d’une société qui devait s’en occuper avec l’ensemble et la maturité convenables. Telle fut l’origine de la Société royale de médecine. » Félix Vicq d’Azyr est l’unique secrétaire et l’infatigable animateur de la future société ; il a des visées plus ambitieuses. Face au conservatisme et l'hostilité de la faculté de médecine de Paris, il entend promouvoir une société savante plus ouverte au modernisme et plus dynamique.

## Organisation

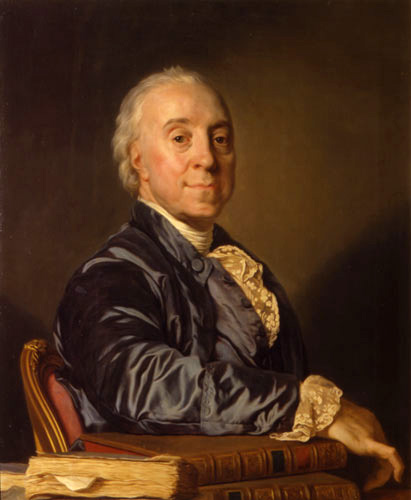
Joseph Marie François de Lassone, Premier médecin du roi (1725-1802) par Joseph Duplessis, musée Calvet d'Avignon.

La Société royale de médecine est placée sous la protection du roi. Elle a pour président perpétuel le premier médecin du roi (De Lassone, puis Lieutaud). Vicq-d’Azyr en est le secrétaire perpétuel, et il assume cette fonction jusqu’à la dissolution de la société, sous la Révolution. Sont également membres du bureau le doyen en charge, le doyen d’âge de la Faculté de Médecine de Paris et un trésorier, fonction occupée par Antoine de Jussieu. La société est formée de 30 associés ordinaires (dont 20 sont « docteur-régents », c’est-à-dire diplômés de la Faculté de Médecine de Paris et autorisés à enseigner), et 12 associés libres dont des hommes politiques comme le ministre Vergennes et le directeur général des finances Jacques Necker et des savants non médecins comme le chimiste Antoine-François Fourcroy. La Société compte également 60 associés étrangers, dont l'un est l'illustre Américain Benjamin Franklin.
Son action s'appuie sur un réseau de correspondants, médecins plus ou moins renommés établis dans toutes les provinces du royaume, voire dans les colonies (ainsi à Saint-Domingue, et dans les établissements français de l'Inde). La Société est financée par deux types de revenus : elle reçoit une pension gouvernementale et elle bénéficie également du revenu sur l'administration des eaux minérales.

## Activités

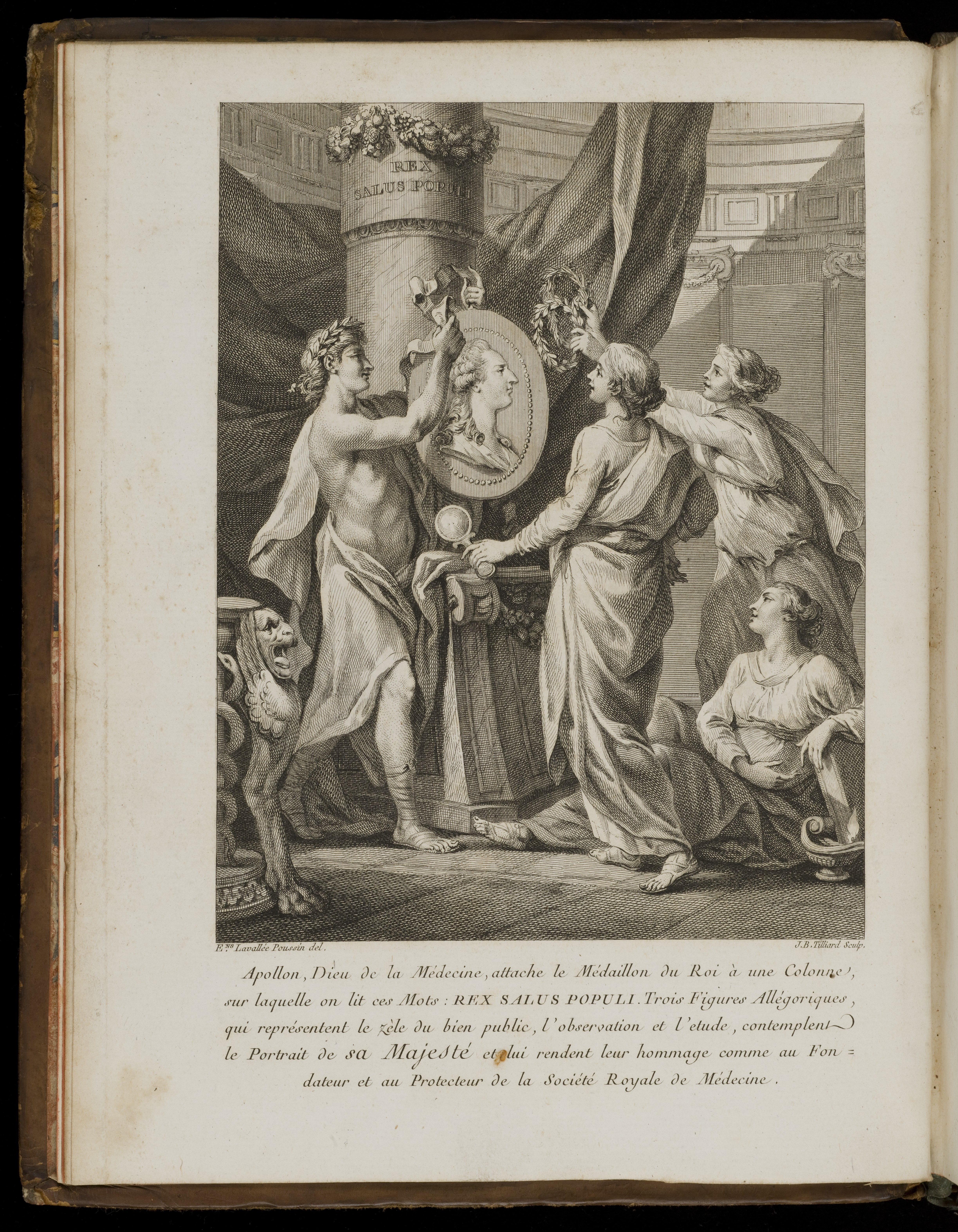
Histoire de la Société royale de médecine
Trois figures allégoriques (le zèle du bien public, l'observation et l'étude) contemplent le portrait de Louis XVI, fondateur et protecteur de la Société Royale de Médecine

La Société est chargée à sa fondation de trois attributions principales : 
- L'établissement d'une correspondance ou "communication de lumières" avec les médecins du royaume.
- La protection des provinces des épidémies et des épizooties.
- L'administration sûre des remèdes et des eaux minérales du royaume.

La correspondance est établie immédiatement, et les correspondants participent activement au projet scientifique de la Société de Médecine en envoyant des rapports médicaux concernant leurs régions respectives. En 1789, Vicq d'Azyr indique que 800 correspondants ont écrit à la Société depuis sa fondation.La protection contre les épidémies passe en premier lieu par un recensement des épidémies survenant dans le royaume. L'étude et l'identification de ces maladies permet de les combattre. La Société cherche en particulier à établir une corrélation entre le climat et la morbidité, conformément à une doctrine remontant à Hippocrate. 
L'administration des remèdes et des eaux minérales concerne également une large part de l'activité de la Société. Les associés tentent d'établir une nouvelle législation afin de régulariser leur commerce. Les distributeurs de remèdes, selon la nouvelle législation, doivent écrire à la Société pour décrire la composition du remède qu'ils distribuent. La Société en évalue la composition et décide si le remède en question peut être vendu au public ou non. 
Les eaux minérales sont traitées de la même façon. Les distributeurs d'eaux doivent envoyer à la Société leur analyse chimique ainsi qu'un rapport médical sur leurs usages et sur la manière de les prescrire. La Société peut ensuite décider d'autoriser ou d'interdire la vente de l'eau en question, et en fixe le prix.
De 1776 à 1779, la Société publie annuellement sous le titre de Histoire et mémoires de la Société royale de Médecine un ensemble de mémoires et de rapports établis par ses membres, mais cette publication est rapidement abandonnée, faute de moyens financiers semble-t-il. 
Comme toutes les sociétés savantes et littéraires du pays, elle est supprimée par la loi du 20 thermidor an I (8 août 1793).

## Sources et bibliographie
- Histoire et mémoires de la Société Royale de Médecine et de Physique, tirés des registres de cette société, Paris, Didot, 1776-1779.
- Jean-Pierre Peter, « Une enquête de la Société royale de médecine sur les épidémies, 1774-1794. Malades et maladies à la fin du XVIIIe siècle », dans Annales ESC, t. 22, n° 4, 1967
- Virginie Tournay, « Le concept de police médicale. D’une aspiration militante à la production d’une objectivité administrative » in Politix, n° 77, 1, 2007, pp. 173-200.

## Filmographie
Un médecin des lumières, 1988, avec Vincent Gauthier, réalisateur René Allio